# Щебжуш
Щебжуш (пол. Szczebrzusz) — село в Польщі, у гміні Лубніце Сташовського повіту Свентокшиського воєводства.
Населення — 153 особи (2011).
У 1975-1998 роках село належало до Тарнобжезького воєводства.

## Демографія
Демографічна структура на день 31 березня 2011 року:
|          | Загалом | Допрацездатний вік | Працездатний вік | Постпрацездатний вік |
| -------- | ------- | ------------------ | ---------------- | -------------------- |
| Чоловіки | 71      | 12                 | 43               | 16                   |
| Жінки    | 82      | 13                 | 41               | 28                   |
| Разом    | 153     | 25                 | 84               | 44                   |